# Club-Mate

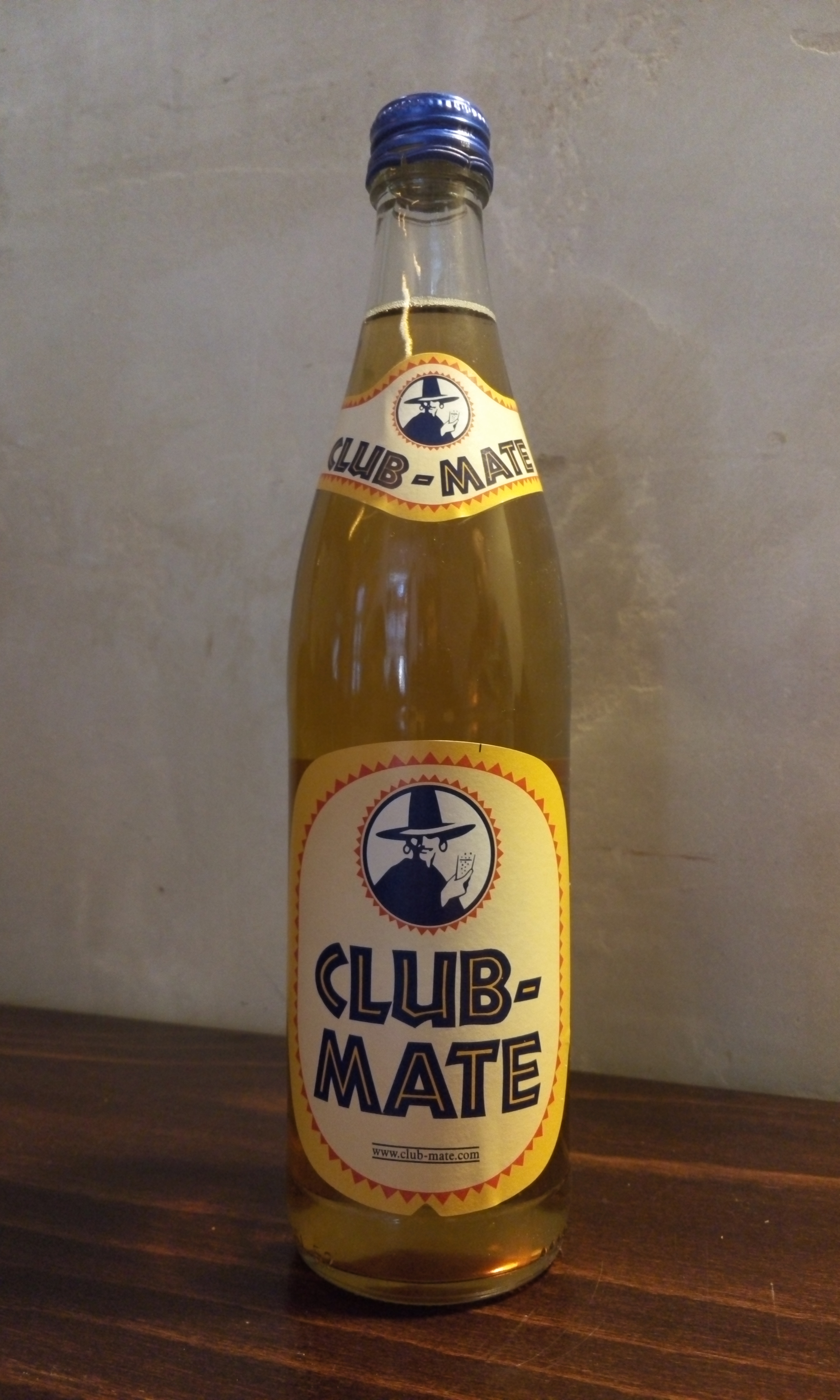
Club-Mate

Club-Mate is een cafeïne- en koolzuurhoudende frisdrank, met maté-extract, gebrouwen in de Loscher-brouwerij vlak bij Münchsteinach in Duitsland. De frisdrank was oorspronkelijk vooral bekend onder Duitse hackers. Een van de redenen voor de populariteit is de relatief grote hoeveelheid cafeïne (20 mg per 100 ml) en lage hoeveelheid suiker vergeleken met andere fris- en energiedranken.

## Geschiedenis
Oorspronkelijk werd onder de naam Sekt-Bronte geproduceerd door brouwerij Geola Getränke in Dietenhofen, waar het verspreid werd in de naaste omgeving. De eerste vermelding dateert uit 1924, al was de drank al eerder bekend. De Tweede Wereldoorlog zorgde voor een tijdelijke productiestop, maar hervatte na de oorlog. Toen begon de eerste geautomatiseerde productie, wat de hoeveelheid en ook bereik van de drank aanzienlijk verhoogde. 
In de jaren 50 kreeg de drank zijn huidige naam. Het recept werd in 1994 verkocht aan de firma Loscher. Anno 2019 wordt de drank geëxporteerd naar meer dan 50 landen.

## Variaties
Er zijn in de loop der jaren verschillende Club-Mate-varianten op de markt geweest. De meeste hiervan zijn nog steeds in de handel verkrijgbaar, al zijn er ook seizoensgebonden versies.
- De gewone Club-Mate is verkrijgbaar in 33 en 50 cl.

- Club-Mate IceT Kraftstoff, deze heeft een nog iets hoger cafeïnegehalte (22 mg per 100 ml) en bevat ook meer suiker (7 g in plaats van 5 g per 100 ml).
- Club-Mate Winter-Edition, Club-Mate-variant aangevuld met een aantal kruiden, waaronder steranijs. Deze versie is sinds december 2007 iedere winter in beperkte oplage verkrijgbaar.
- Club-Mate Cola, een cola met maté-extracten. Bevat 12 mg cafeïne per 100 ml.
- Club-Mate Granat, sinds 2013 op de markt, dit is Club-Mate met granaatappel als toevoeging.

## Hackercultuur
Club-Mate wordt graag gedronken door hackers, en dit vooral in Europa. Een mogelijke verklaring hiervoor is te vinden in de populariteit van het drankje bij de Chaos Computer Club, een Duitse computerclub en tevens een van de grootste computerclubs van Europa. Via hun jaarlijks congres zou de drank zich zo verspreiden, onder andere naar België en Nederland.